# Mario Fasino
Mario Fasino (San Severo, 26 juillet 1920 – Palerme, 17 janvier 2017) est un homme politique italien, président de la Région sicilienne entre 1974 et 1976, et président du club de football de Palerme durant la saison 1953-1954.

## Biographie

### Débuts
Né dans les Pouilles, il grandit à Palerme avec sa famille et est diplômé en littérature et en droit. Militant de l'Action catholique, il en devient président diocésain et consultant national pour la Jeunesse, et prend la direction de Voce Cattolica, l'organe de la curie de Palerme.
Il milite également au sein de la Démocratie chrétienne, dont il est secrétaire adjoint régional et siège au conseil national.
Après l'obtention de diplômes en droit et en littérature, il est embauché comme cadre administratif à la région sicilienne.

### Ministre régional puis président de la Région sicilienne
Il est élu député à l'Assemblée régionale sicilienne lors des élections régionales de 1951, sur la liste de la DC pour le collège de Palerme. Il siège comme député de la IIe à la IXe législature. Il participe aux gouvernements régionaux entre 1955 à 1969, presque sans interruption :  assesseur pour les Travaux publics auprès de Giuseppe Alessi (1955-1956), pour l'administration civile et la solidarité sociale dans le premier gouvernement de Giuseppe La Loggia (1956-1957), pour l'Industrie et le Commerce dans le second (1957-1958) charge qu'il reprend après la parenthèse Milazzo, auprès de Benedetto Majorana della Nicchiara (1960-1961), enfin, après l'éphémère gouvernement du socialiste Corallo, pour l'Agriculture, pendant sept ans.
Le 26 février 1969, il est élu président de la région et dirige cinq gouvernements de centre-gauche successifs, jusqu'au 22 décembre 1972.
L'élection de Vito Ciancimino comme maire de Palerme en novembre 1970 est contestée par le PCI qui réclame une motion régionale pour suspendre Ciancomino et Francesco Sturzo, beau-frère de Gioia et président de la province, à cause de leurs inculpations pour leur activité publique. Dans l'incapacité de désamorcer la crise, Fasino démissionne, suivi par Ciancimino et Sturzo. Fasino est réélu à la présidence,.
Il porte une loi « 7 del '71» relative à « l'organisation des bureaux régionaux et du personnel », afin de réorganiser l'administration régionale. Il inaugure l'autoroute Messine-Catane.
Une série d'événements (meurtres par la mafia du journaliste Mauro De Mauro et le procureur Pietro Scaglione, démission soudaine de l'archevêque de Palerme Francesco Carpino remplacé par le cardinal Salvatore Pappalardo, succès électoral du MSI) rend le gouvernement erratique et le maintien de Fasino intenable.
Le 10 avril 1974, il prend la présidence de l'Assemblée régionale sicilienne jusqu'à la fin de la législature, en avril 1976, en remplacement d'Angelo Bonfiglio élu président de la région.
Entre 1978 à 1981, il est à nouveau appelé dans la junte régionale, chargé du Tourisme et des Transports, puis du Territoire et de l'Environnement sous Piersanti Mattarella et Mario D'Acquisto. Malgré de fortes oppositions, il impose une réforme des lois d'urbanisme.
Il n'est pas réélu à l'Assemblée régionale en 1981 mais y retourne en 1983 à la faveur de la démission de Mario D'Acquisto, élu à la Chambre des députés. Il ne se représente pas en 1986 mais conserve des fonctions partisanes importantes dont un siège au conseil national de la DC.

### Présidence du Palermo Calcio
Il préside le club de football Palermo Calcio lors de la saison 1953-1954 et est le premier homme politique à occuper ce poste.
A cette époque, une taxe sur la viande permet de financer le club et le Dr Randazzo, responsable de l'Association des bouchers, lui cède des actions du club pour lui permettre de participer à l' assemblée générale des actionnaires. Randazzo lui-même entre au club comme vice-président de même que Raimondo Lanza di Trabia, en tant que propriétaire de l'attaquant Enrique Martegani. Grâce à l'avocat Tramontano, frère de sa belle-mère, Fasino acquiert également les actions du président sortant, le baron Carlo La Lomia.
La « loi Fasino » prévoit la redistribution aux clubs de football des revenus provenant des impôts payés sur les événements sportifs en Sicile, Franco Restivo, alors président de la Région, s'était dans un premier temps opposé à cette disposition. Cette loi, brièvement appliquée fut initialement conçue pour favoriser l'équipe de Palerme, aide par la suite les autres clubs de football de l'île.
A l'issue de la saison, Palerme est relégué en Série B.

### Autres fonctions
Il a été président du Centre d'études philologiques et linguistiques siciliennes. Dans les années 90, il a été nommé au Conseil régional du patrimoine culturel de la région
Avec Giuseppe Alessi, il fonde l'Association des anciens parlementaires, qu'il préside.